# Magnus Eosander
Magnus Eosander, född 1603 i Skällviks församling, död december 1658 i Örberga församling, Östergötlands län, var en svensk präst.

## Biografi
Magnus Eosander föddes 1603 i Skällviks församling. Han var son till kyrkoherden Nicolaus Eosander och Christina. Eosander blev 3 september 1625 student vid Uppsala universitet och prästvigdes till komminister i Bellö församling den 7 juli 1627. Han blev 1647 krigspräst och 1657 kyrkoherde i Örberga församling. Eosander avled december 1658 i Örberga socken och begravdes 30 januari 1659 i Örberga kyrka.

### Familj
Eosander gifte sig med Anna Tönnesdotter (levde ännu 1689). De fick tillsammans barnen Nils Eosander och Christina. Nils Eosander var kvartermästarelöjtnant i Narva mellan 1697 och 1699.